# 곡부 공씨
곡부 공씨(曲阜 孔氏)는  공자를 시조로 하는 성씨이다. 공자의 54세손인 1351년(충정왕3) 고려에 동래하여 문하시랑평장사(文下侍郞平章事)로 회원군(檜原君)에 봉해진 공소(孔紹)를 동국파(東國派)의 시조로 한다. 고려 시대부터 1794년(정조 18년) 이전까지는 창원 공씨(昌原 孔氏)라고 했으나, 조선 정조 때 곡부 공씨로 개칭되었다.

## 기원
공씨(孔氏)의 시조인 문선공(文宣公) 공자(孔子)의 본명은 구(丘), 자는 중니(仲尼)로 중국 노(魯)나라 추읍(鄒邑 : 曲阜縣)에서 태어났다. 그의 언행(言行)을 적은 《논어(論語)》가 전한다.

## 역사
공자의 53세손 공완(孔浣)의 둘째 아들 공소(孔紹)가 원나라의 한림학사로서 1351년(충정왕3) 공민왕비인 노국대장공주(魯國大長公主)를 배행하고 고려에 들어와 귀화하여 평장사(平章事)가 되었으며, 회원군(檜原君)에 봉해지고, 창원(昌原)을 사적(賜籍)받음으로써 창원 공씨(昌原 孔氏)의 시조가 되었다. 중시조 공소(孔紹)의 본명은 소(昭)였는데, 이는 고려 제4대 광종(光宗)의 이름과 같아 이를 피하여 소(紹)로 개명하였다. 중시조의 묘소는 경상남도 창원시 마산합포구 예곡동에 있고, 매년 음력 10월 1일에 향사하고 있다.
고려와 조선 시대 창원 공씨(昌原 孔氏)로 세계를 이어오다가 1794년(정조 18) 공자의 고향인 곡부(曲阜)로 개관(改貫)하였다.

## 본관
곡부(曲阜)는 중국 산동성(山東省) 제령도(濟寧道)에 위치한 고을 이름으로 일찍이 주(周)나라 무왕(武王)의 아우 주공(周公) 단(旦)이 봉해진 지역이다.

## 분파
- 고려파(高麗派) : 공소(紹)[3]
  - 어촌호(漁村戶) : 공부(俯)
    - 생원공파(生員公派) : 공석(碩)
    - 회안군파(檜安君派) : 공분(賁)
    - 주부공파(主簿公派) : 공한수(漢壽)
    - 감찰공파(監察公派) : 공극례(克禮)
    - 장성파(長城派) : 공명례(明禮)

  - 고산호(孤山戶) : 공은(㒚)
    - 제학공파(提學公派) : 공화(和)
    - 효절공파(孝節公派) : 공종주(宗周)
    - 참판공파(參判公派) : 공종주(從周)
    - 충민공파(忠愍公派) : 공인주(仁周)

## 인물
- 공여(孔帤) : 공소의 아들. 고려 말에 집현전태학사(集賢殿太學士)로 평장사(平章事)와 지응양군천우위대장(知鷹揚軍千牛衛大將) 등을 지냈다.
- 공부(孔俯) : 공여의 큰아들. 자는 백공(伯恭), 호는 어촌(漁村). 본관은 창원(昌原). 1376년(고려 우왕 2) 문과에 급제, 전의 부령(典儀副令)ㆍ예조총랑(禮曹摠郞)을 거쳐 집현전 태학사(集賢殿太學士)가 되었다. 조선이 개국한 뒤 문서응봉사(文書應奉司)ㆍ별감제조(別監提調), 1413년(태종 13) 검교 한성 부윤(儉校漢城府尹) 등을 역임하고 천추사(千秋使)로 명나라에 갔다가 객사했다. 초서(草書)ㆍ예서(隸書)에 능했다.
- 공은(孔㒚) : 공여의 차남. 고려 말 문하시랑평장사에 이르렀으나, 1392년(태조 1) 조선이 개국된 뒤 고려에 대한 절개를 지켰다.
- 공종주(孔宗周) : 본관은 창원(昌原). 1414년(태종 14) 식년시 을과 3위로 문과에 급제하였다. 감찰인 공종주가 속히 관직에 나아가고자 하여 아버지의 기일(忌日)을 숨기고 알리지 않았다는 이유로 1428년(세종 10) 8월 사헌부로부터 탄핵을 받았다. 1439년(세종 21) 7월 현풍현감에 부임하였다.
- 공서린(孔瑞麟, 1483년 ~ 1541년) : 본관은 창원. 자는 희성(希聖)·응성(應聖), 호는 휴암(休巖). 1507년 생원이 되고, 그해 식년문과에 갑과로 급제하였다. 1509년(중종 4) 좌랑으로서 정전예연(正殿禮宴)에서 여악(女樂)을 쓰지 말 것을 건의하였고, 사전체제(祀典體制)를 정비할 때 강경서(姜景敍)·김안국(金安國)과 더불어 기신재(忌晨齋) 혁파에 노력하였다. 1511년 사간원정언을 거쳐 홍문관부수찬·수찬·사헌부지평을 역임하였다. 1516년 장령으로 경연(經筵)에 참석하여 노산군(魯山君)과 연산군의 입후문제(立後問題)를 제기하였고, 이듬해 시강관(侍講官)으로 경연에 참석하여 언로(言路)의 확장을 주장하였다. 1518년 『성리대전』 감독능력이 있는 인물로 선발되었고, 승지로 대간을 논박하였다는 사헌부의 탄핵을 받아 물러났다. 1519년 좌승지로 다시 서용되었으나, 기묘사화로 조광조(趙光祖) 등 사림파 인물과 함께 투옥되었다가 곧 풀려났다. 1524년 남곤(南袞)의 주청으로 공조참의가 되었고, 1538년 경기도관찰사·대사헌(大司憲)을 역임하고 이듬해 황해도관찰사가 되었다. 시호는 문헌(文獻)이다.
- 공윤항(孔胤恒, 1769년 ~ ?) : 경기도 용인 출생. 1792년(정조 16) 초계문신친시(抄啓文臣親試)에서 장원 급제하였고, 1794년 알성문과에 병과로 급제한 뒤 1796년 정언이 되었으며, 뒤에 병조좌랑을 지냈다.
- 공진항(孔鎭恒, 1900년 ~ 1972년) : 대한민국 제4대 농림부 장관이다.
- 공덕귀(孔德貴, 1911년 ~1997년) : 윤보선(尹潽善) 제4대 대통령의 영부인이며, 대한민국 제4대 영부인이다.
- 공로명(孔魯明, 1932년 ~ ) : 대한민국 제25대 외무부 장관이다.
- 공정택(孔貞澤, 1934년 ~ 2021년) : 대한민국 제16·17대 서울특별시 교육감이다.
- 공성진(孔星鎭, 1953년 ~ ) : 대한민국 제17·18대 국회의원이다.
- 공영민(孔永敏, 1954년 ~ ) : 대한민국 제44대 전라남도 고흥군수이다.
- 공지철(孔劉, 1979년 ~ ) : 배우 공유

## 과거 급제자
창원 공씨(곡부 공씨)는 조선시대 문과 급제자 8명을 배출하였다.
고려 문과
공부(孔俯)
문과
공기(孔頎) 공상린(孔祥麟) 공서린(孔瑞麟) 공유동(孔有東) 공윤항(孔胤恒) 공재범(孔在範) 공종주(孔宗周) 공헌동(孔獻東)
무과
공경록(孔敬祿) 공대홍(孔大弘) 공도혁(孔道赫) 공사검(孔士儉) 공상렴(孔尙廉) 공순달(孔順達) 공시준(孔時俊) 공언충(孔彦忠) 공열(孔悅) 공영남(孔潁男) 공예길(孔禮吉) 공인택(孔仁宅) 공일관(孔一貫) 공일관(孔一貫) 공제동(孔濟東) 공종길(孔宗吉) 공주성(孔胄聖) 공충로(孔忠老) 공학수(孔鶴壽) 공학주(孔學周) 공현덕(孔賢德) 공후인(孔厚仁) 공후찬(孔後贊) 공희도(孔希道) 공희일(孔希一)
생원시
공대붕(孔大鵬) 공서린(孔瑞麟) 공인박(孔仁博)
진사시
공민표(孔玟彪) 공상린(孔祥麟) 공서린(孔瑞麟) 공원우(孔元祐) 공희성(孔希聖)
율과
공두식(孔斗栻) 공두표(孔斗杓) 공수원(孔洙元) 공승탁(孔承鐸) 공재덕(孔在德) 공재명(孔在明) 공재욱(孔在郁) 공희로(孔熙魯) 공희문(孔熙門) 공희성(孔熙成) 공희택(孔熙宅)
음관
공언주(孔彦周) 공언주(孔彦周) 공윤항(孔胤恒) 공지문(孔之文) 공철(孔鐵) 공필한(孔弼漢) 공헌동(孔獻東)

## 항렬자
- 대동항렬 (시조로 1세)

| 74세   | 75세     | 76세   | 77세     | 78세   | 79세     | 80세   | 81세     | 82세   | 83세     | 84세   | 85세     | 86세   | 87세     | 88세   |
| ------ | -------- | ------ | -------- | ------ | -------- | ------ | -------- | ------ | -------- | ------ | -------- | ------ | -------- | ------ |
| 동(東) | 口렬(烈) | 재(在) | 口석(錫) | 영(泳) | 口식(植) | 병(炳) | 口배(培) | 종(鍾) | 口호(浩) | 권(權) | 口섭(燮) | 규(圭) | 口용(鎔) | 락(洛) |

## 인구
- 1985년 곡부 공씨 (16,511가구 68,956명) + 창원 공씨 (134가구 588명) = 69,544명
- 2000년 곡부 공씨 (22,758가구 73,093명) + 창원 공씨 (353가구 1,042명) = 74,135명
- 2015년 곡부 공씨 89,331명 + 창원 공씨 276명 = 89,607명

## 가계
- 곡부 공씨 고려파 종손 가계도

## 같이 보기
- 연성공